# Romain Édouard
Romain Édouard (ur. 28 listopada 1990 w Poitiers) – francuski szachista, arcymistrz od 2009 roku.

## Kariera szachowa
Wielokrotnie reprezentował Francję na mistrzostwach świata i Europy juniorów w różnych kategoriach wiekowych, zdobywając trzy medale: złoty (Herceg Novi 2006 – ME do 16 lat) oraz dwa srebrne (Kemer 2007 – MŚ do 18 lat i Szybenik 2007 – ME do 18 lat).
W 2008 r. odniósł szereg międzynarodowych sukcesów. Na turniejach w Andorze (II m. za Davidem Howellem), Bad Wiessee (I m.) i Saragossie (I m.) wypełnił normy na tytuł arcymistrza. Podzielił również II m. (za Julio Grandą Zunigą, wspólnie z m.in. Aleksandrem Delczewem, Władimirem Bakłanem, Elizbarem Ubiławą i Kevinem Spraggettem) w Benasque. Kolejny sukces odniósł w 2009 r., zwyciężając w tradycyjnym otwartym turnieju w Bad Wörishofen. W 2010 r. zwyciężył w turnieju Echternacher Open w Luksemburgu. Na przełomie 2009 i 2010 r. podzielił I m. (wspólnie z Andreiem Istratescu, Davidem Howellem i Markiem Hendenem) w turnieju Hastings Masters, natomiast w 2010 r. zdobył w Belfort tytuł indywidualnego wicemistrza Francji. W 2012 r. podzielił I m. (wspólnie z Igorem Kurnosowem i Siergiejem Mowsesjanem) w Biel, jak również podzielił I-IV m. w finale mistrzostw Francji (wszyscy zawodnicy zdobyli złote medale). W 2014 r. samodzielnie zwyciężył w turnieju Dubai Open oraz zdobył w Nîmes brązowy medal mistrzostw Francji.
Wielokrotny reprezentant Francji w rozgrywkach drużynowych, m.in.:
- trzykrotnie na olimpiadach szachowych (w latach 2010, 2012, 2014)[4],
- dwukrotnie na drużynowych mistrzostwach Europy (w latach 2009, 2013); dwukrotny medalista: wspólnie z drużyną – srebrny (2013) oraz indywidualnie – złoty (2013 – na III szachownicy)[5].

Najwyższy ranking w dotychczasowej karierze osiągnął 1 czerwca 2014 r., z wynikiem 2702 punktów zajmował wówczas 44. miejsce na światowej liście FIDE, jednocześnie zajmując 4. miejsce wśród francuskich szachistów.